# 올림픽 바하마 선수단
올림픽 바하마 선수단은 바하마 대표로 올림픽에 참가하는 선수단이다. 바하마는 1952년에 올림픽에 처음 참가했다. 1980년 하계 올림픽에서 미국 주도의 보이콧으로 올림픽에 불참한 경우를 제외하고는 그 이후의 모든 하계 올림픽에 참가했다. 
바하마 대표팀은 육상과 요트에서 총 14개의 메달을 획득했다.
바하마의 국가 올림픽 위원회는 1952년에 만들어졌다. 

## 메달 집계

### 종목별 메달
| 경기 | 금 | 은 | 동 | 합계 |
| ---- | -- | -- | -- | ---- |
| 육상 | 5  | 2  | 5  | 12   |
| 요트 | 1  | 0  | 1  | 2    |
| 합계 | 6  | 2  | 6  | 14   |